# Saucisse de Glamorgan
La saucisse de Glamorgan (en gallois Selsig Morgannwg) est une saucisse végétarienne traditionnelle galloise à base de fromage (généralement du Caerphilly), de poireaux et de chapelure. Autrefois, on utilisait du fromage de la race bovine Glamorgan, qui a maintenant disparu, mais son descendant, le Caerphilly, donne la même texture et la même saveur.
Cette saucisse est souvent dégustée avec du chutney de prune.